# Soldat blanc
Soldat blanc é um telefilme francês de 2014 dirigido por Erick Zonca, estrelando Emile Berling, Abraham Belaga e Mike N'Guyen nos papeis principais.
O filme é vagamente baseado em eventos reais. A história de André Cariou (Emile Berling) evoca vários casos de franceses - soldados desertores, apelidados de “soldados brancos”, ou civis como Georges Boudarel - que se juntaram ao Việt Minh durante a guerra da Indochina. O personagem Robert Tual (Abraham Belaga) é diretamente inspirado em Roger Vandenberghe.

## Sinopse
Mal recuperados da Segunda Guerra Mundial, dois jovens franceses, André Cariou (Emile Berling) e Robert Tual (Abraham Belaga), vão à Indochina para supostamente libertar o país da ocupação japonesa. Lá, eles descobrem os reais motivos de sua missão: impedir o desejo de independência do povo vietnamita, no interesse do governo francês.

## Elenco
- Abraham Belaga	... Robert Tual
- Émile Berling	... André Cariou
- Mike N'Guyen	... Quoc
- Kool Shen	... Coronel Damien
- Paul Spera	... Jacques
- Clément Roussier	... Tenente Delappe
- Dominique Engelhardt	... Hans
- Béléina Win	... A cantora grávida
- François Perache	... Caporal Samuel
- Terry Pellet	... Soler
- Samuel Bartholin	... Pierre
- Emmanuel Scheffer ... Francis
- Edouard Fouqueray	... Franck
- Romain Levi	... Soldado Barbier
- Antoine Bancel	... Mattei
- Jean-Benoît Berthuin	... Wilfried
- Jean-Baptiste Phou	... Khiêm
- Julien Drion	... Pascal
- Pierre Khorsand	... Orlando
- Arnaud Roux	... Marcellin

## Recepção
O jornal francês Le Monde escreveu que o filme "mostra uma face original do conflito da Guerra da Indochina, o diretor optou por uma abordagem documental muito crua que dá a este filme de TV um ao ar de reportagem, especialmente durante cenas de ação, realmente impressionante."